# Ctenidium pulchellum
Ctenidium pulchellum är en bladmossart som beskrevs av Jules Cardot 1913. Ctenidium pulchellum ingår i släktet Ctenidium och familjen Hypnaceae. Inga underarter finns listade i Catalogue of Life.